# Dim (album)
A Dim a Gazette japán visual kei rockegyüttes negyedik stúdióalbuma, amely 2009. július 15-én jelent meg Japánban a Sony Music Records gondozásában. A kiadványról három dalt, a Gurent, a Leech-t és a Distress and Comát másolták ki kislemezként. Az album a második helyezést érte el a japán Oricon napi, illetve 37 797 példánnyal az ötödiket a heti eladási listáján.

## Számlista
Az összes dalszöveg szerzője Ruki, az összes szám szerzője The Gazette.
|     | Cím                                                | Szerző(k)   | Hossz |
| --- | -------------------------------------------------- | ----------- | ----- |
| 1.  | Hakuri (剥離; Hámlás)                              | Ruki        | 1:43  |
| 2.  | The Invisible Wall                                 | Ruki        | 3:59  |
| 3.  | A Moth Under the Skin                              | Aoi         | 2:57  |
| 4.  | Leech                                              | Ruki        | 4:15  |
| 5.  | Nakigahara (泣ヶ原; Síró mezők)                    | Ruki        | 7:19  |
| 6.  | Erika (エ リ カ)                                   | The Gazette | 0:53  |
| 7.  | Headache Man (a Distress and Coma B oldalas száma) | Ruki        | 3:54  |
| 8.  | Guren (紅蓮; Bíborlótusz)                          | Ruki        | 5:40  |
| 9.  | Sikjú (「子宮」; Anyaméh)                          | The Gazette | 0:43  |
| 10. | 13STAIRS[-]1                                       | Uruha       | 5:03  |
| 11. | Distress and Coma                                  | Ruki        | 5:15  |
| 12. | Kansoku (「感触」; Érzés)                          | The Gazette | 0:52  |
| 13. | Siroki júucu (白き優鬱; Fehér depresszió)          | Aoi         | 4:29  |
| 14. | In the Middle of Chaos                             | Ruki        | 3:02  |
| 15. | Móró (「朦朧」; Homály)                            | The Gazette | 0:23  |
| 16. | Ogre                                               | Ruki        | 3:14  |
| 17. | Dim Scene                                          | Uruha       | 5:12  |

DVD (csak a korlátozott példányszámú kiadásnál)
1. The Invisible Wall videóklip
2. The Other Side of Dim

A Tower Records üzleteiben a korlátozott példányszámú kiadás mellé egy autómatricát, 5 képeslapot és egy posztert is csomagoltak.